# Марисолинское сельское поселение
Марисолинское сельское поселение — муниципальное образование (сельское поселение) в составе Сернурского района Марий Эл Российской Федерации.
Административный центр поселения — село Марисола.

## История
Статус и границы сельского поселения установлены Законом Республики Марий Эл от 18 июня 2004 года № 15-З «О статусе, границах и составе муниципальных районов, городских округов в Республике Марий Эл».

## Население
| 2002  | 2010  | 2011  | 2012  | 2013  | 2014  | 2015  |
| ----- | ----- | ----- | ----- | ----- | ----- | ----- |
| 1423  | ↗2368 | ↘2363 | ↘2309 | ↘2271 | ↘2249 | ↘2239 |
| 2016  | 2017  | 2018  | 2019  | 2020  | 2021  | 2023  |
| ↘2198 | ↗2205 | ↘2187 | ↘2175 | ↘2118 | ↗2125 | ↘2078 |

В населении преобладают марийцы — 90,3 % (2142 человек). На втором месте — русские (224 человек или 9,4 %).
Мужчин — 1174 (49,5 %), женщин — 1198 (50,5 %).
В сельском хозяйстве работает 142 человека, в бюджетной сфере — 164 человека, пенсионеров — 369 человек, учащихся — 289.

## Состав поселения
В состав сельского поселения входят 18 деревень и одно село:
- село Марисола;
- деревни: Большие Ключи, Верхний Писинер, Ерши, Заречка-Она, Изи Памаш, Йошкар Памаш, Кожласола, Купсола, Лавраенер, Лапка Памаш, Мари-Кугунур, Нижний Писинер, Обдасола, Онодур, Петрово, Салтак, Тулбень, Шаба.

## Органы местного самоуправления
Структуру органов местного самоуправления поселения составляют:
- Собрание депутатов Марисолинского сельского поселения — представительный орган сельского поселения;
- Председатель Собрания депутатов Марисолинского сельского поселения — глава сельского поселения, избранный из состава Собрания депутатов;
- Марисолинская сельская администрация — исполнительный распорядительный орган местного самоуправления.